# 粛慎 (日本)
粛慎（みしはせ、あしはせ）は、日本の正史である『日本書紀』や『続日本紀』などの中に記述が見られる民族である。同じ漢字表記を用いるが、中国文献に記される「しゅくしん」とは存在した時期にかなりの開きがあり、同一であるかどうかなど両者の関係性は不明である。本項では、『日本書紀』や『続日本紀』中にみられる「みしはせ、あしはせ」について述べる。

## 概要
粛慎の訓は「みしはせ」とする説と「あしはせ」とする説とがあり、未だに定まっていない。見の字を略したミの音を表す変体仮名が、片仮名のアと字形が似ているため、このような混乱が生じている。
『日本書紀』に「みしはせ、あしはせ」が登場する箇所は、大きく分けて以下の3つがある。
1. 欽明天皇の時に佐渡島へ粛慎が来たこと
2. 斉明天皇の時の阿倍比羅夫の粛慎討伐
3. 天武天皇・持統天皇の時の粛慎の来訪と官位を与えたこと

これら『日本書紀』や『続日本紀』中に、6世紀以降からの記述がみられる「みしはせ、あしはせ」について、どのような集団かという説はさまざまある。
- 蝦夷（えみし）と同じであるとする説。「みしはせ、あしはせ」を「粛慎」の漢字で記述するのは、中国の古典にも見られる由緒ある名前であるからとする。
- 紀元前に存在した中国文献中の「しゅくしん」と同じツングース系民族であるとする説。黒水靺鞨とされた北部靺鞨と思しき遺跡からの出土品と同時代の樺太（流鬼国と比定する説がある）から出土されるものは共通性があり、交易があったものと推測される。詳細は、「しゅくしん」の項を参照。
- 蝦夷とも中国文献に記される「しゅくしん」とも違う民族であるとする説（ニヴフ、アレウトなど、もしくは現存しない民族）。
- 続日本記の720年の靺鞨国という記述や、日本書紀の544年の佐渡島に来着した粛慎という記述から、渤海 (国)、靺鞨、高句麗北東部等の、かつて粛慎とされた中国東北部～ロシア沿海部地域の何者かが渡ってきたという説。
- オホーツク文化人（3世紀〜13世紀）が粛慎ではないか、という説がある。オホーツク人は、遺伝子分析の結果[1][2]から現在樺太北部に住むニヴフ等の祖先とされ、北海道のオホーツク海沿岸や樺太などに当時の遺跡が見られる。

### 欽明朝の粛慎
参考原文・現代語訳
粛慎についての日本での最も古い報告は、欽明天皇5年（544年）12月のものである。そこでは、佐渡島に粛慎人が来着したと書かれている。

### 斉明朝の粛慎討伐
斉明天皇の時代には、さかんに蝦夷を支配下に置こうとした政策が行われた。その一環として、越の国の国守・阿倍臣による数回の蝦夷・粛慎討伐がある。日本書紀には6件の阿倍臣による征討についての記事がある。
1. 斉明天皇4年（658年）4月 - 180艘の船を率いて蝦夷を討伐する
2. 斉明天皇4年（658年）是歳（詳しい月日は不明という意味） - 粛慎討伐とヒグマの献上
参考原文・現代語訳
3. 斉明天皇5年（659年）3月 - 180艘の船を率いて蝦夷を討伐する
4. 斉明天皇5年（659年）3月分注 - 粛慎討伐と捕虜献上
参考原文・現代語訳
5. 斉明天皇6年（660年）3月 - 粛慎討伐
参考原文・現代語訳
6. 斉明天皇6年（660年）5月 - 粛慎の捕虜献上
参考原文・現代語訳

『日本書紀』中の粛慎についての記述は内容が酷似しており、例えば、討伐の期間はみな3月から4月になっている。このため、これらの討伐が実際に何回行われたかについては諸説ある。
例えば、本居宣長は、もともと討伐は1回しかなかったとし、4年・5年・6年と3回行ったように書かれているのは、壬申の乱などによる記録の混乱で4年・5年・6年と3種類の伝承ができてしまい、日本書紀の編者がそれら3種の伝承を無批判に取り入れたからだとした。
なお、阿倍臣が粛慎討伐に向かった場所は渡島（わたりしま）と書かれているが、それがどこであるかは定かではない。ただ、ヒグマは本州にはおらず、北海道や樺太にしかいない。阿倍臣がヒグマを献上したとの記録があることから、渡島を北海道であるとする説もある。ただし、ヒグマは北半球に広く生息している。

### 天武・持統朝の粛慎
天武5年（676年）11月には、新羅の使節が粛慎を伴って来訪したとの記録（参考原文・現代語訳）があり、持統8年（694年）には粛慎人に官位を与えたという記録（参考原文・現代語訳）がある。この官位が与えられた粛慎は新羅の使節とともに来た者たちだと考えられている。また、持統10年（696年）には、蝦夷とともに粛慎への賜与の記録（参考原文・現代語訳）が残っている。

## 『日本書紀』中の粛慎についての記述

### 欽明天皇5年（544年）12月
越國言。於佐渡嶋北御名部之碕岸有肅愼人。乘一船舶而淹留。春夏捕魚充食。彼嶋之人言非人也。亦言鬼魅、不敢近之。
越（こし、今の北陸地方）の国からの報告によれば、佐渡島の北の御名部（みなべ）の海岸に粛慎人がおり、船に乗ってきて留まっている。春夏は魚をとって食料にしている。かの島の人は人間ではないと言っている。また鬼であるとも言って、（島民は）敢えてこれ（粛慎人）に近づかない。
嶋東禹武邑人採拾椎子、爲欲熟喫。着灰裏炮。其皮甲化成二人、飛騰火上一尺餘許。經時相鬪。邑人深以爲異、取置於庭。亦如前飛相鬪不已。有人占云「是邑人必爲魃鬼所迷惑。」不久如言被其抄掠。
島の東の禹武（うむ）という村の人が椎の実を拾って、これを煮て食べようと思った。灰の中に入れて炒った。その皮が変化して2人の人間になり、火の上を一尺ばかり飛び上がった。時を経て相戦った。村の人はいぶかしく思い、庭に置いた。するとまた前のように飛んで相戦うのをやめない。ある人が占って「この村の人はきっと鬼に惑わされよう。」と言った。それほど時間のたたないうちに、（占いで）言ったように、物が掠め取られた。
於是肅愼人移就瀨波河浦。浦神嚴忌。人敢近。渇飮其水。死者且半。骨積於巖岫。俗呼肅愼隈也。
そこで、粛慎人は瀬波河浦（せなみかわのうら）に移った。浦の神の霊力は強かった。人は敢えて近づいた。のどが渇いたのでその（浦の）水を飲んだ。死者は半分になろうとしていた。骨は岩穴にたまった。俗に粛慎隈（みしはせのくま）と呼ぶ。

### 斉明天皇4年（658年）
是歲、越國守阿倍引田臣比羅夫討肅愼、獻生羆二・羆皮七十枚。
この年、越の国守である阿倍引田臣比羅夫（あへのひきたのおみひらふ）が粛慎を討って、生きているヒグマ2匹とヒグマの皮70枚を献上した。

### 斉明天皇5年（659年）3月
或本云、阿倍引田臣比羅夫與肅愼戰而歸。獻虜卅九人。
ある本には、阿倍引田臣比羅夫が粛慎と戦って帰った。捕虜を39人献上した。
- この文は日本書紀の本文ではなく、分注に書かれている。

### 斉明天皇6年（660年）3月
遣阿倍臣＜闕名＞、率船師二百艘伐肅愼國。阿倍臣以陸奥蝦夷令乘己船到大河側。
阿倍臣＜名前は不明＞を遣わして200艘の船を率いて粛慎国を討伐させた。阿倍臣は陸奥の蝦夷を自分の船に乗らせて、大河のほとりに着いた。
於是渡嶋蝦夷一千餘屯聚海畔、向河而營。々中二人進而急叫曰「肅愼船師多來將殺我等之故、願欲濟河而仕官矣」。
そのとき、渡島の蝦夷が1000人ばかり海岸にたまって、河に向かって、いついていた。その中の2人が進み出て突然叫んで「粛慎の水軍が多く来て私達を殺そうとしているので、河を渡って（朝廷に）仕えたいと思っています、お願いします。」と言った。
阿倍臣遣船喚至兩箇蝦夷、問賊隱所與其船數。兩箇蝦夷便指隱所曰「船廿餘艘」。即遣使喚而不肯來。
阿倍臣は船を遣わし、2人の蝦夷を召し、賊の潜んでいるところとその船の数を問うた。2人の蝦夷は即座に隠れているところを指して、「船は二十艘あまりです」と言った。そこで、（粛慎に）使いを遣わせて呼んだが、来ようとしなかった。
阿倍臣乃積綵帛・兵・鐵等於海畔而令貪嗜。肅愼乃陳船師、繋羽於木、擧而爲旗。齊棹近來停於淺處。從一船裏出二老翁。廻行熟視所積綵帛等物。便換著單衫、各提布一端。乘船還去。俄而老翁更來脱置換衫、并置提布。乘船而退。
そこで、阿倍臣は色とりどりの絹・武器・鉄などを海岸に置き、（粛慎に）欲しがらせようとした。そこで、粛慎は水軍を連ねて、羽を木にかけて、挙げて旗とした。（粛慎は船の）棹をそろえて近づき、浅いところに止まった。ある船の中から2人の老人が出てきた。めぐって行って、置いてある絹などのものをとくと見た。すると、単衣替えて着て、各々布を一端持っていった。（粛慎は）船に乗って帰っていった。にわかに、老人がまた来て、服を脱ぎ、あわせて持っていった布を置いた。船に乗って退却していった。
阿倍臣遣數船使喚、不肯來。復於弊賂弁嶋。食頃乞和、遂不肯聽。＜弊賂弁、度嶋之別也。＞據己柵戰。于時能登臣馬身龍爲敵被殺。猶戰未倦之間。賊破殺己妻子。
阿倍臣は、いくつかの船を遣わして、（粛慎を）呼んだが、来なかった。（粛慎は）弊賂弁嶋（へろべの島）に帰った。しばらくして、（粛慎が）講和を請うたものの、ついにあえて許さなかった。＜弊賂弁（へろべ）は、渡島の一部である。＞（粛慎は）自分の砦によって戦った。このとき、能登臣馬身龍（のと の おみ まむたつ）が敵（粛慎）に殺された。まだ戦っていやにならないうちに、賊は敗れて自らの妻子を殺した。

### 斉明天皇6年（660年）5月
又阿倍引田臣＜闕名＞獻夷五十餘。（中略）以饗肅愼卌七人。
また阿倍引田臣＜名前は不明＞が夷を50人あまり献上した。もって粛慎の47人にご馳走した。

### 天武5年（676年）11月
丁卯、新羅遣沙飡金清平請政。（中略）送清平等於筑紫。是月、肅愼七人從清平等至之。
3日に新羅が沙飡（ささん、新羅の8等官）の金清平を遣わし、まつりごとの様子を言上した。（中略）清平らを筑紫に送った。この月、粛慎が7人、清平らに従ってやってきた。

### 持統8年（694年）1月23日
以務廣肆等位授大唐七人與肅愼二人。
務広肆（むこうし、後の従七位下に相当）等の位を唐人7人と粛慎2人に与えた。

### 持統10年（696年）3月12日
賜越度嶋蝦夷伊奈理武志與肅愼志良守叡草、錦袍袴・緋紺絁・斧等。
越（こし）の度嶋（わたりしま、渡島に同じ）の蝦夷の伊奈理武志（いなりむし）と粛慎の志良守叡草（しらすえそう）に錦でできた袍（上着）と袴・赤い太絹・斧などを下賜した。

## 『続日本紀』中の粛慎についての記述

### 養老4年（720年）正月23日
遣渡嶋津軽津司従七位上諸君鞍男等六人於靺鞨国、観其風俗。
渡島の津軽の津司（つのつかさ）である従七位上の諸君鞍男（もろのきみくらお）ら6人を靺鞨国（粛慎）に遣わして、その風俗を視察させた。